# Centro Demócrata Europeo
El Centro Demócrata Europeo (CDE) es un partido político centrista y europeísta de España que preside José Molero López.
Al poco de su constitución formal en Barcelona, concurrió en las Elecciones Municipales de 2003 presentando Listas en las localidades catalanas de San Baudilio de Llobregat que fue encabezada por Ramón Montcusí, en Gavá por Manuel Rodríguez Carrillo, en Viladecans por José Molero, en Cervelló por José López, en Caldas de Montbui por Antonio Sanz, en Castelldefels por Antoni Vilalta y en Badalona por José-María Rodríguez Torres, (todos los municipios pertenecen a la provincia de Barcelona). 
A pesar despliegue en esas elecciones, el mensaje europeísta que difundió en su programa dejó de conseguir representación en algunos de los municipios.
Su eslogan es Nuevos tiempos, nuevas ideas.

## Webs de interés
- Página de CDE

- Datos: Q5761219